# Talang Ubi Utara
Talang Ubi Utara is een bestuurslaag in het regentschap Muara Enim van de provincie Zuid-Sumatra, Indonesië. Talang Ubi Utara telt 7172 inwoners (volkstelling 2010).